# Новоселицкий парк
Новоселицкий парк — памятник садово-паркового искусства государственного значения на Украине. Расположен в пределах Староконстантиновского района Хмельницкой области. Находится в селе Новоселица.
Парк был устроен вокруг дворца Гижицкого, в первой половине 19 века. Занимает территорию 44,4 га. Статус памятника был предоставлен согласно постановлению Совета Министров УССР от 29.01.1960 года № 105. Один из первых памятников садово-паркового искусства в Украинской ССР. Находится в ведении СПТУ-41.
В парке произрастает 41 вид деревьев и кустарников. Основные из них — местные породы дуба, граба, липы, ольхи. На партере также растут лиственницы и сосны.

## Галерея

Новоселицкий парк
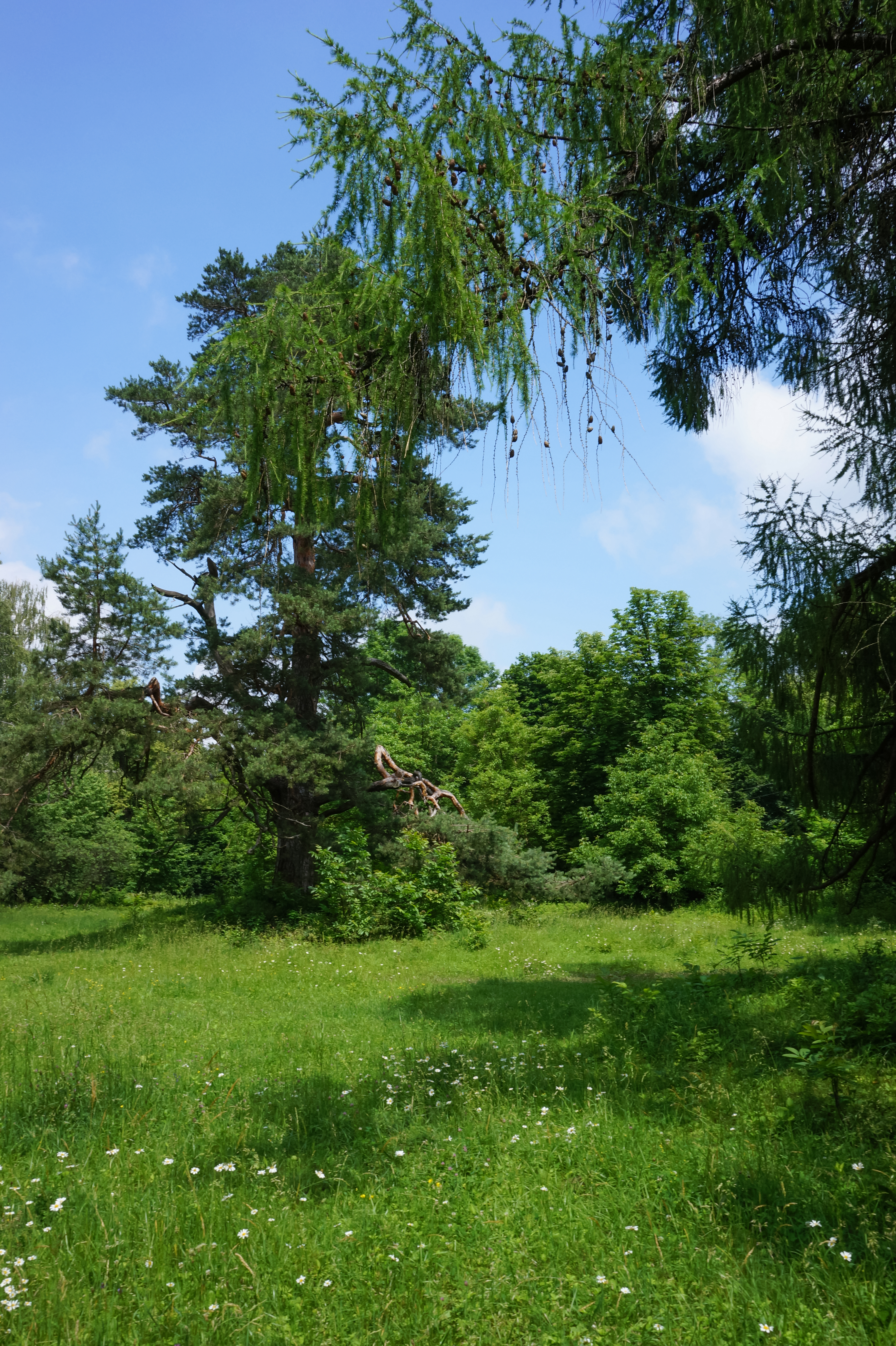
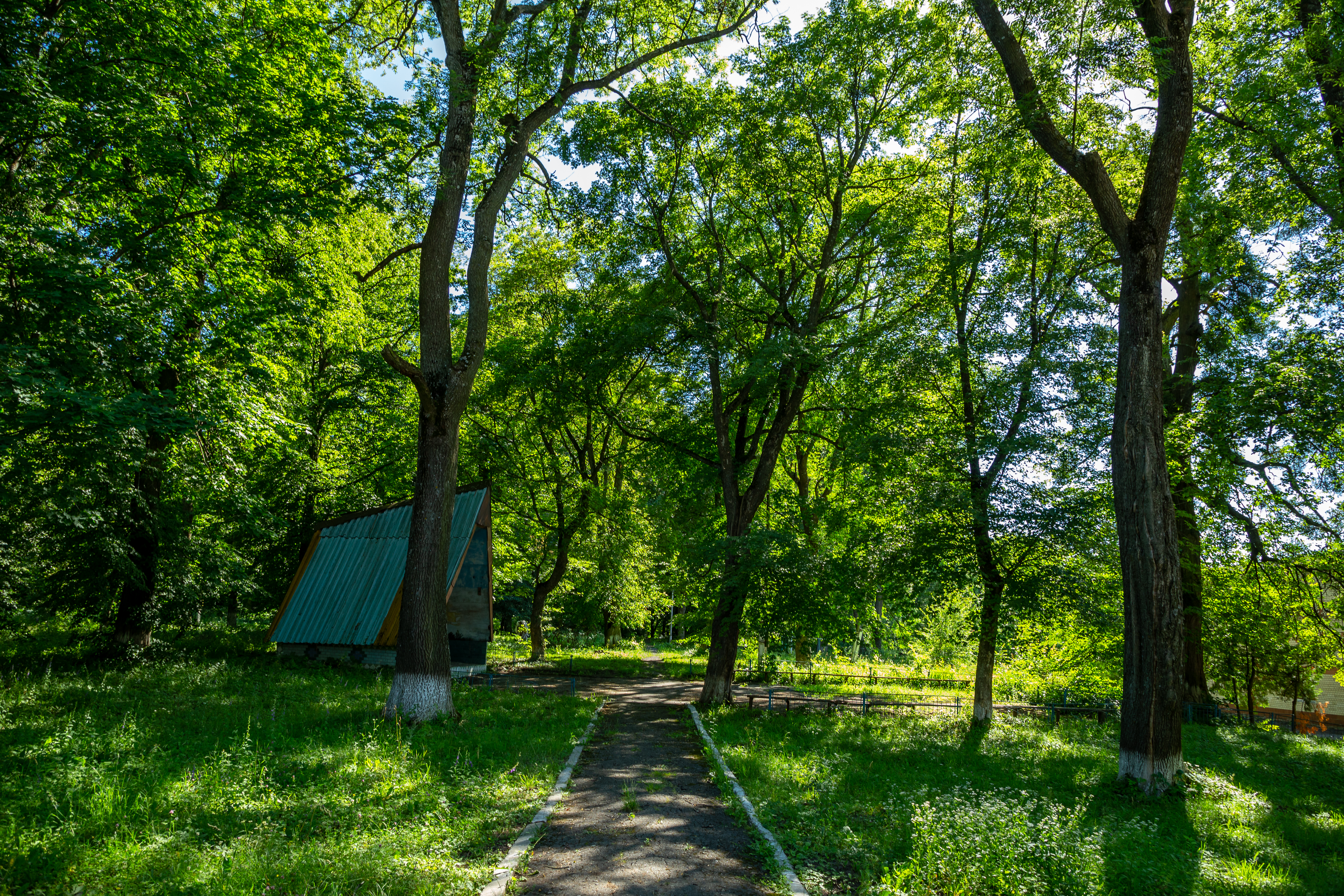
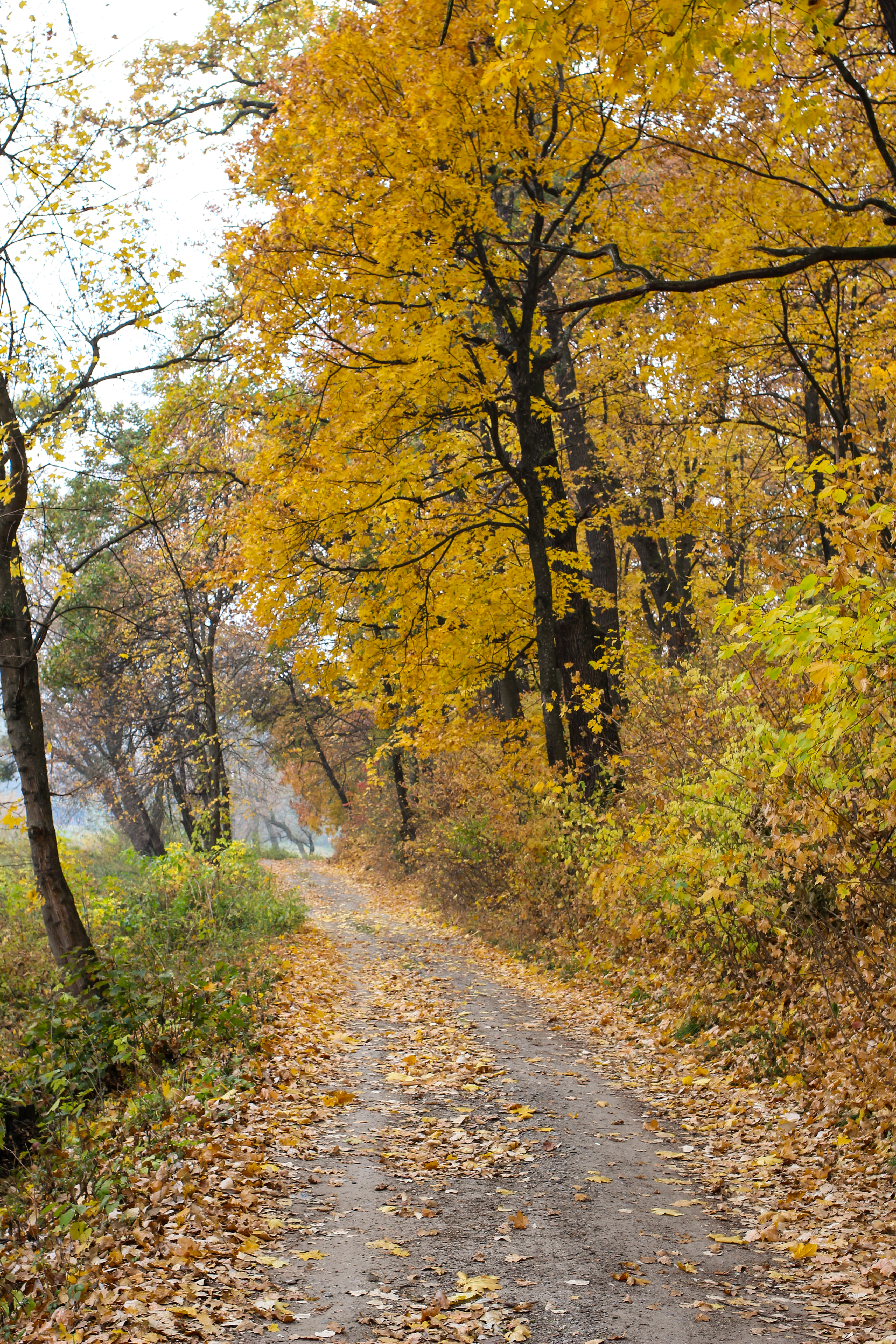